# Trévilly
Trévilly foi uma comuna francesa na região administrativa de Borgonha-Franco-Condado, no departamento de Yonne. Estendia-se por uma área de 6,56 km². Em 2010 a comuna tinha 61 habitantes (densidade: 9,3 hab./km²).
Em 1 de janeiro de 2019, passou a formar parte da nova comuna de Guillon-Terre-Plaine.